# Verzeichnis des Immateriellen Kulturerbes im Saarland
Das Verzeichnis des Immateriellen Kulturerbes im Saarland ist ein Verzeichnis immaterieller kultureller Ausdrucksformen im Saarland, die als Kandidaten für das Immaterielle Kulturerbe der UNESCO in Frage kommen.

## Verzeichnis
In das Verzeichnis können auf Empfehlung der unabhängigen Landesjury für das immaterielle Kulturerbe kulturelle Ausdrucksformen aufgenommen werden, die den Kriterien des UNESCO-Übereinkommens zur Erhaltung des immateriellen Kulturerbes sowie deren Umsetzung, die durch die Deutsche UNESCO-Kommission koordiniert wird, entsprechen.
Das Verzeichnis wurde 2021 durch Ministerratsbeschluss begründet. 2022 und 2024 wurde das Verzeichnis erstellt bzw. ergänzt.

## Einträge
| Name des Immateriellen Kulturerbes                                                                                            | Anmerkungen                             | Bild                              |
| --- | --------------------------------------- | --------------------------------- |
| Die Gehöferschaft Wadrill – traditionelle Waldgenossenschaft                                                                  | aufgenommen im Bundesweiten Verzeichnis | Fotos hochladen                   |
| Nikolauspostamt – Weihnachtspostfiliale St. Nikolaus                                                                          | aufgenommen im Bundesweiten Verzeichnis | weitere Bilder \| Fotos hochladen |
| Das Steigerlied | aufgenommen im Bundesweiten Verzeichnis | Fotos hochladen                   |
| Festival PERSPECTIVES – Deutsch-französisches, grenzüberschreitendes Festival der Bühnenkunst                                 |                                         | Fotos hochladen                   |
| Arbeitskammer des Saarlandes                                                                                                  |                                         | Fotos hochladen                   |
| Viezen – Viez im Saarland | aufgenommen im Bundesweiten Verzeichnis | Fotos hochladen                   |
| Mundarttheater / Mundartliches Volkstheater im Kontext des deutschsprachigen Amateurtheaters                                  |                                         | Fotos hochladen                   |
| Bergkapelle Saar und Saarknappenchor als Prototyp industriekultureller Ensembles mit Bergbauhintergrund                       |                                         | Fotos hochladen                   |
| Festival Primeurs – Vom Entdecken der frankophonen Gegenwartsdramatik / Festival des écritures dramatiques de la Francophonie |                                         | Fotos hochladen                   |
| Fastnacht an der Saar: Tradition, Vielfalt, Gemeinschaftsgeist                                                                | aufgenommen im Bundesweiten Verzeichnis | Fotos hochladen                   |